# فتح اورشلیم
فتح اورشلیم بخشی از درگیری نظامی است که در سال ۶۳۷ میلادی، همزمان با سال ۱۶ هجری، بین خلافت راشدین اعراب و امپراتوری بیزانس رخ داد. این جنگ زمانی آغاز شد که ارتش اعراب تحت فرماندهی ابو عبیده بن جراح، اورشلیم را در شوال ۱۵ هجری، همزمان با نوامبر ۶۳۶ میلادی محاصره کردند. بعد از شش ماه، سوفرونیوس تسلیم را به شرط آمدن خلیفهٔ راشد، پذیرفت. در سال ۱۶ هجری، عمر خلیفه دوم مسلمانان برای دریافت کلیدهای شهر به بیت‌المقدس سفر کرد.
تسخیر بیت‌المقدس تحکیم حکومت عربی بر فلسطین را تأیید می‌کند؛ حکومتی که تا زمان جنگهای صلیبی در اواخر قرن یازدهم و در طول قرن سیزدهم تهدید نمی‌شد. پس از تسخیر بیت‌المقدس، عمر به یهودیان اجازه داد تا آداب و رسوم مذهبی خود را آزادانه در اورشلیم انجام دهند؛ پس از اینکه حدود ۵۰۰ سال از سرکوب و اخراجشان از بیت‌المقدس توسط رومیان می‌گذشت.

## مقدمه
اورشلیم قبل از سال‌های تسخیر اعراب، شهری مهم در قلمرو امپراتوری بیزانس به‌حساب می‌آمد. در سال ۶۱۴ ساسانیان زیر فرماندهی شهرباز، در هنگام جنگ‌های پادشاهی ساسانی و بیزانس، این شهر را به تسخیر خود درآوردند. گفته می‌شود ساسانیان این شهر را غارت کرده و ۹۰۰۰۰ مسیحی را کشته‌اند. گمان می‌شد که یهودیان کسانی که مورد شکنجه رومیان که بر آنها حاکم بودند، قرار می‌گرفتند، ساسانیان را یاری کرده‌اند و صلیب راستین را به مدائن برده‌اند. بعدها صلیب راستین توسط هراکلیوس که ساسانیان را شکست داده‌بود، بازگردانده شد.
محمد در سال ۶۳۲ درگذشت. بعد از آن ابوبکر خلیفه شد؛ کسی که حاکمیت را بعد از جنگ‌های موسوم به جنگ‌های ارتداد، به شبیه‌جزیرهٔ عربستان، بازگرداند. بعد از آن، فتوحات اعراب، از شرق در عراق بخشی از شاهنشاهی ساسانی و از غرب امپراتوری بیزانس آغاز شد.
در سال ۶۳۴ میلادی، ابوبکر درگذشت و عمر جانشین وی شد. در مهٔ ۶۳۶ میلادی، هراکلیوس برای بدست آوردن سرزمینهای از دست‌رفته لشکرکشی بزرگی را آغاز کرد؛ اما ارتش او در نبرد یرموک در ۱۳ هجری همزمان با اوت ۶۳۶ میلادی، قاطعانه شکست خورد. سپس، ابوعبیده، رهبر سپاه اعراب در سوریه، در اوایل اکتبر ۶۳۶ میلادی شورای جنگ تشکیل داد تا در مورد برنامه‌های آینده و اهداف مختلف بین شهرهای قیساریه و اورشلیم گفتگو کند. ابوعبیده اهمیت این شهرها را دید، که در برابر همهٔ تلاش‌های اعراب برای فتح مقاومت می‌کرد. او به عمر نوشت که قادر به تصمیم‌گیری در این زمینه برای دریافت راهنمایی نیست. در جواب وی، عمر به آنها دستور داد فتح آخر را به آنها دستور داد؛ بر این اساس، ابوعبیده از جبیا به طرف بیت‌المقدس حرکت کرد. رهبران وارد شدند و اعراب از سراسر اورشلیم و پادگان بیزانس به شهر مستحکم عقب‌نشینی کردند.

## محاصره

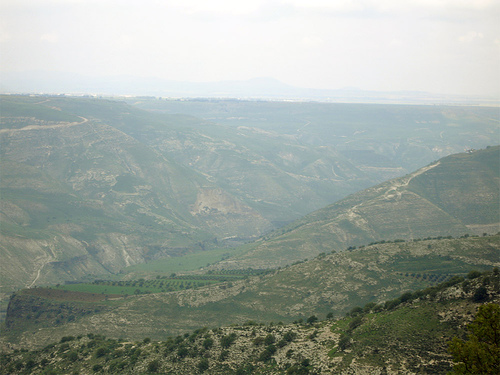
محلی که نبرد یرموک در شمال اردن، روی داد و سبب اصلی فتح اعراب برای فتح اورشلیم و بقیه شهرهای شام بود.

بیت‌المقدس پس از بازپس‌گیری هراکلیوس از پارسیان به خوبی مستحکم شد. پس از شکست سپاه بیزانس در یرموک، سوفرونیوس دفاعش را اصلاح کرد. مسلمانان هنوز شهر را محاصره نکرده بودند؛ با این حال، از سال ۱۳ هجری نیروهای عربی‌ای وجود داشتند که می‌توانستند تمام راه‌های منتهی به اورشلیم را تهدید کنند. اگرچه در محاصره نبود، اما پس از نبرد یرموک توسط اعرابی که قلعه‌های مجاور پیلا و بوسرا را تصرف کرده بودند در محاصره قرار گرفت. این شهر از سایر مناطق سوریه، جدا شده بود و مسئله آمادگی برای محاصره ظاهراً اجتناب ناپذیر بود. وقتی ارتش اعراب به اریحا رسید، سوفرونیوس آثار مقدس، از جمله صلیب راستین را جمع‌آوری کرد و مخفیانه آنها را به ساحل فرستاد تا آنها را به قسطنطنیه برساند. نیروهای عرب محاصره را در شوال سال ۱۵ هجری، آغاز کردند. آنها به جای تعرضهای مداوم به شهرها، تصمیم گرفتند محاصره را برای از پا درآوردن با کمبود تجهیزات بیزانس، ادامه دهند تا بتوانند برای تسلیم بی خون مذاکره کنند.
اگرچه جزئیات محاصرهٔ بیت‌المقدس ثبت نشده‌است، اما گفته شده که جنگی خونین نبوده‌است و پادگان بیزانس از نظام هراکلیوس هیچ کمکی نمی‌کند. پس از چهار ماه محاصره، سوفرونیوس، تسلیم شهر و پرداخت جزیه را پذیرفت به این شرط که خلیفه برای امضای توافق‌نامه و قبول تسلیم به اورشلیم بیاید. گفته می‌شود وقتی اعراب از شرط‌های هراکلیوس آگاه شدند، شرحبیل بن حسنه، یکی از رهبران، پیشنهاد کرد که خالد بن ولید به عنوان اینکه او خلیفه است، به جای رفتن عمر از مدینه فرستاده شود؛ زیرا وی از نظر ظاهری بسیار شبیه عمر بود. اما فرستاندن خالد بن ولید نتیجه نداد، گفته شده که به این دلیل که خالد در شام بسیار مشهور بود یا ممکن است برخی از مسیحیان عرب در شهر باشند که به مدینه رفته‌اند و هم عمر و هم خالد بن ولید را دیده‌اند. در نتیجه، سوفرونیوس از مذاکره خودداری کرد؛ بنابراین ابوعبیده در مورد اوضاع به خلیفه عمر نامه نوشت و او را دعوت کرد تا برای قبول تسلیم شهر به اورشلیم بیاید.

## تسلیم

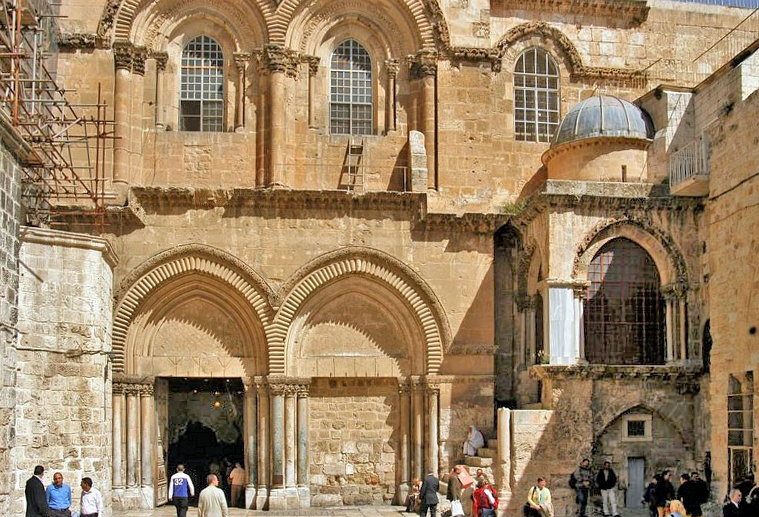
کلیسای رستاخیز، که سوفرنیوس عمر را دعوت کرد تا در آن نماز بخواند.

در ربیع‌الاول سال ۱۶ هجری، عمر وارد سرزمین فلسطین شد و ابتدا به جبیه رفت و در آنجا ابوعبیده و خالد بن ولید که برای پیشواز وی یا همراه خود سفر کرده بود، به پیشوازش آمدند؛ بعد از آن عمرو رهبر ارتش اعراب را برای محاصره ترک کرد.
با ورود عمر به اورشلیم، معاهدهٔ عمر نوشته‌شد و شهر تسلیم شد و ضمانت‌های آزادی مدنی و مذهبی در ازای پرداخت جزیه به مسیحیان داده شد. این معاهده را عمر به نمایندگی از عربها امضا کرد و خالد بن ولید، عمرو بن عاص، عبدالرحمن بن عوف و معاویه شاهد آن بودند. در اواخر آوریل ۶۳۷ میلادی، بیت‌المقدس رسماً تسلیم شد.
شرطی که در میثاق عهدی مقرر شده بود که هیچ‌یک از یهودیان نباید در ایلیا (اورشلیم) با آنها زندگی کنند. عمر خطبه‌های مردم بیت‌المقدس را بیان کرد و گفت: «ای اهل اورشلیم، آنچه برای ماست برای شماست و آنچه بر ماست بر شماست.»

## بعد از فتح

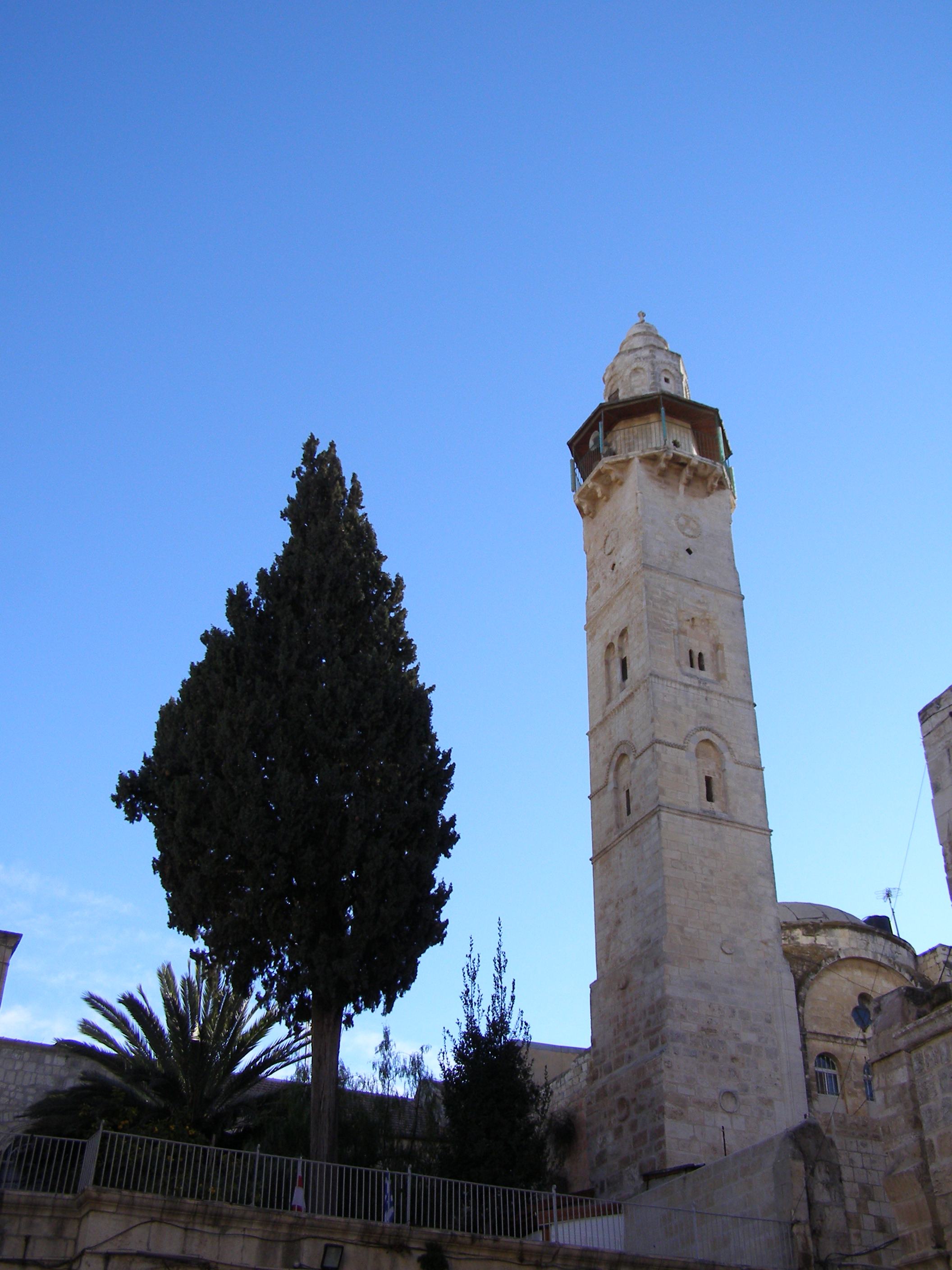
مناره مسجد عمر بن خطاب - در دوران مملوک تخریب و در قرن نوزدهم بازسازی شد.

به دنبال دستورات عمر، یزید بن ابی‌سفیان عازم قیساریه شد و دوباره شهر ساحلی را محاصره کرد. عمرو بن عاص و شرحبیل برای تکمیل فتح سرزمین فلسطین و اردن راهی شدند، مأموریتی بود که تا پایان سال به پایان رسید. اما قیساریه تا سال ۶۴۰ میلادی گرفته نشد. ابوعبیده و خالد برای تکمیل فتح شمال سوریه از اورشلیم راهی شدند که با فتح انطاکیه در اواخر سال ۶۳۷ میلادی به پایان رسید. در ۱۸ هجری، مصر را فتح کردند.
مسجد عمر در همان نقطه‌ای که عمر نماز می‌خواند ساخته شده‌است. حکومت اعراب ۴۰۰ سال متوالی در اورشلیم تا اولین جنگ صلیبی در سال ۱۰۹۹ میلادی ادامه داشت.